# Kleine tweestreep
De kleine tweestreep (Brachyiulus pusillus) is een miljoenpotensoort uit de familie van de Julidae. De wetenschappelijke naam van de soort is voor het eerst geldig gepubliceerd in 1815 door Leach.

## Kenmerken
De soort is bruinzwart gekleurd en heeft 30-34 segmenten. Ze hebben ook lichtgele of roodachtige lijnen die zich dichter bij het midden van de rug bevinden. 

## Ecologie
Brachyiulus pusillus is te vinden op struiken en bomen. De soort wordt vaak aangetroffen in muren of hekken.

## Verspreiding
Het is wijdverbreid in Europa en is ook geïntroduceerd op eilanden over de hele wereld, continentaal Zuid-Amerika, Zuid-Afrika en Oceanië, en is mogelijk wijdverspreid in Noord-Amerika, hoewel eerdere gegevens B. pusilus mogelijk hebben verward met de verwante B. lusitanus. 